# Grand Prix automobile de Chine 2013
GP précédent GP suivant
Le Grand Prix automobile de Chine 2013 (2013 Formula 1 UBS Chinese Grand Prix), disputé le 14 avril 2013 sur le circuit international de Shanghai à Shanghai, est la 881e épreuve du championnat du monde de Formule 1 courue depuis 1950 et la troisième manche du championnat 2013.
Lewis Hamilton sur Mercedes se montre le plus rapide en qualifications. Lors de la 3e manche décisive (Q3), les pilotes ne sortent en piste qu'en toute fin pour un seul tour rapide, afin d'économiser le train de pneus qu'ils devront utiliser en début de course le lendemain. Hamilton décroche la 27e pole position de sa carrière, alors que les Red Bull sont reléguées loin sur la grille, Sebastian Vettel en 9e position à la suite d'un problème technique en Q3, et Mark Webber en fond de grille après avoir immobilisé sa F1 en panne d'essence lors de la Q2. 
Qualifié en troisième position, Fernando Alonso se montre supérieur à ses rivaux jusqu'à l'arrivée du Grand Prix au volant de sa Ferrari. Sur une stratégie à trois arrêts, le pilote espagnol effectue les dépassements nécessaires à chacun de ses relais pour prendre définitivement le large en fin de course et l'emporter avec plus de dix secondes d'avance sur Kimi Räikkönen, deuxième sur la grille et deuxième à l'arrivée, suivi par Lewis Hamilton.  Pour son deux centième départ en championnat du monde de Formule 1, Alonso obtient sa trente-et-unième victoire et rejoint Nigel Mansell au quatrième rang du palmarès des vainqueurs de Grands Prix. Sebastian Vettel termine quatrième de la course et conserve, pour trois points, la tête du championnat du monde devant Räikkönen. En se classant septième, Daniel Ricciardo sur Toro Rosso marque ses premiers points de la saison. À l'issue de la course, quinze des vingt-deux pilotes en lice au championnat ont marqué au moins un point.
Au championnat du monde des constructeurs, Red Bull Racing possède désormais 78 points et devance Ferrari (73 points) et Lotus F1 Team (60 points) ; suivent Mercedes (52 points), McLaren (14 points), Force India (14 points), Toro Rosso (7 points) et Sauber (5 points). Huit des onze écuries engagées au championnat ont marqué des points, Caterham, Marussia et Williams n'en ayant pas encore inscrit.

## Essais libres

### Première séance, le vendredi de 10 h à 11 h 30
| Pos. | Pilote           | Voiture          | Chrono         | Écart     |
| ---- | ---------------- | ---------------- | -------------- | --------- |
| 1    | Nico Rosberg     | Mercedes         | 1 min 36 s 717 |           |
| 2    | Lewis Hamilton   | Mercedes         | 1 min 37 s 171 | + 0 s 454 |
| 3    | Mark Webber      | Red Bull-Renault | 1 min 37 s 658 | + 0 s 941 |
| 4    | Sebastian Vettel | Red Bull-Renault | 1 min 37 s 942 | + 1 s 225 |
| 5    | Fernando Alonso  | Ferrari          | 1 min 37 s 965 | + 1 s 248 |
| 6    | Jenson Button    | McLaren-Mercedes | 1 min 38 s 069 | + 1 s 352 |

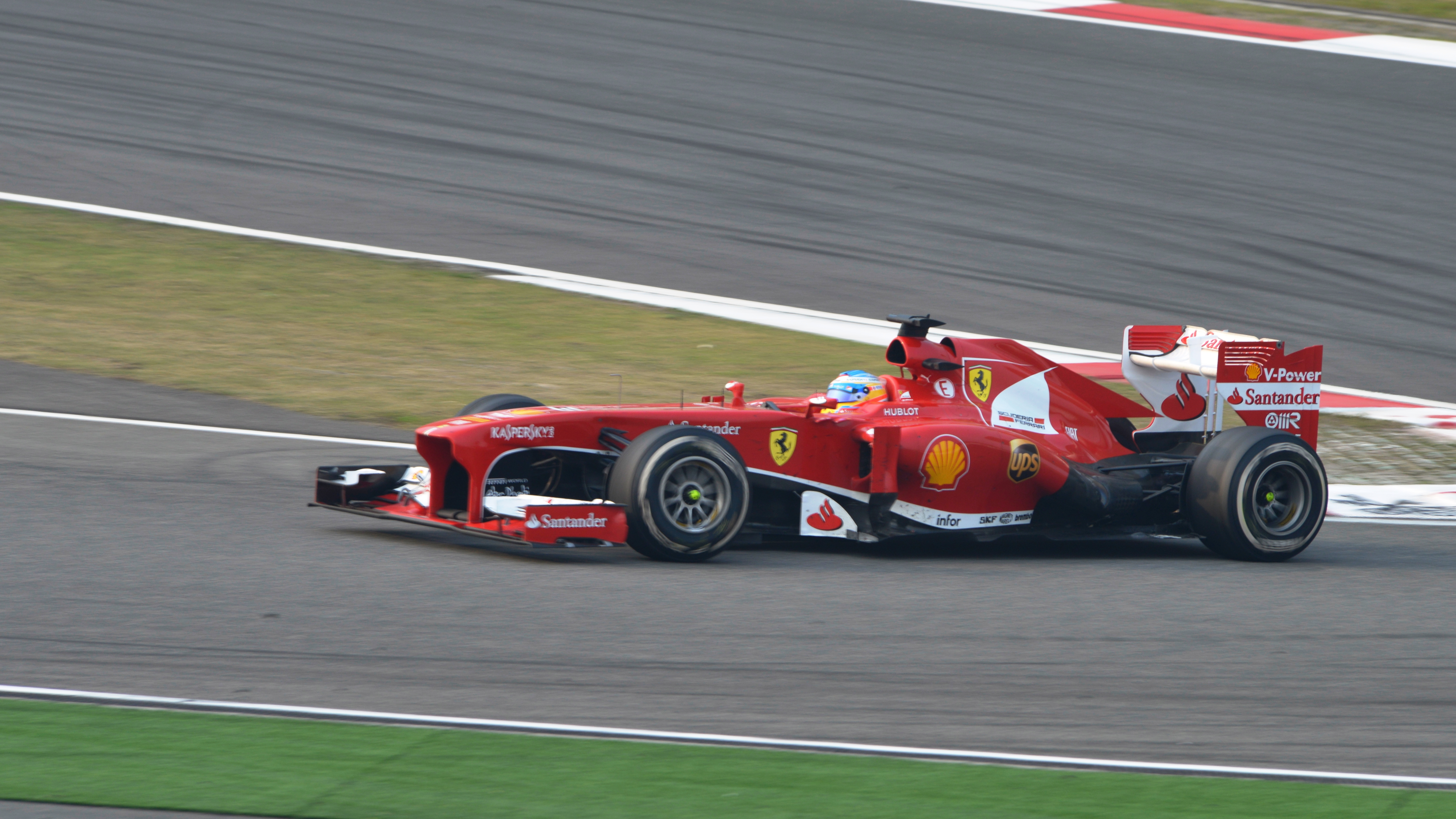
Fernando Alonso lors du Grand Prix de Chine 2013.

La température ambiante est de 19 °C, la piste est à 36 °C et il ne pleut pas au départ de la première séance d'essais libres du Grand Prix de Chine. Si les pilotes s'élancent rapidement en piste pour boucler un premier tour d'installation, il faut attendre un plus d'une demi-heure pour que Jenson Button fixe le temps de référence en 1 min 38 s 162,,.
Les temps tombent au fur et à mesure que la piste gagne en adhérence et Adrian Sutil améliore en 1 min 38 s 125 ; Felipe Massa prend la tête en 1 min 38 s 095 et Nico Rosberg fait encore mieux avec un tour bouclé en 1 min 37 s 872. Mark Webber passe ensuite en tête en 1 min 37 s 658 mais finalement Rosberg établit le meilleur temps de la session en 1 min 36 s 717,,.
En fin de séance, les pilotes s'essaient à de longs relais en pneus durs sans chercher à améliorer leurs temps. Sebastian Vettel teste alors un nouvel aileron avant dans les cinq dernières minutes tandis que les ingénieurs Lotus F1 Team procèdent de même sur la monoplace de Romain Grosjean,,.
En toute fin de session, Sergio Pérez rate son freinage à l'entrée de l'allée des stands et heurte violemment le mur de pneus.
- Ma Qing Hua, pilote essayeur chez Caterham F1 Team, remplace Charles Pic lors de cette séance d'essais.

### Deuxième séance, le vendredi de 14 h à 15 h 30
| Pos. | Pilote          | Voiture          | Chrono         | Écart     |
| ---- | --------------- | ---------------- | -------------- | --------- |
| 1    | Felipe Massa    | Ferrari          | 1 min 35 s 340 |           |
| 2    | Kimi Räikkönen  | Lotus-Renault    | 1 min 35 s 492 | + 0 s 152 |
| 3    | Fernando Alonso | Ferrari          | 1 min 35 s 755 | + 0 s 415 |
| 4    | Nico Rosberg    | Mercedes         | 1 min 35 s 819 | + 0 s 479 |
| 5    | Mark Webber     | Red Bull-Renault | 1 min 36 s 092 | + 0 s 752 |
| 6    | Jenson Button   | McLaren-Mercedes | 1 min 36 s 432 | + 1 s 092 |

La température ambiante est de 22 °C au départ de la deuxième séance d'essais libres du Grand Prix. Les pilotes s'élancent rapidement en piste et Jean-Éric Vergne fixe le temps de référence en 1 min 40 s 951, temps immédiatement amélioré par son coéquipier Daniel Ricciardo en 1 min 39 s 978,,.
Max Chilton est contraint de s'arrêter sur le bord de la piste après seulement quatre tours tandis que Sergio Pérez sort à nouveau de la piste, tapant légèrement un mur de pneus par l'arrière, ce qui nécessite un passage par les stands. Adrian Sutil commet la même erreur dans le même virage mais réussit à ne rien toucher.
Lewis Hamilton améliore en 1 min 37 s 935 mais, comme lors de la séance précédente, doit s'incliner devant son équipier Nico Rosberg qui améliore tour après tour (1 min 37 s 669, 1 min 37 s 463 et 1 min 36 s 730). Mark Webber chausse le premier les pneus tendres au bout d'une demi-heure et prend la tête du classement en 1 min 36 s 092,,.
Jules Bianchi tourne en 1 min 38 s 725, ce qui lui permet de s'immiscer en milieu de peloton entre Jenson Button et Kimi Räikkönen. Malgré des températures fraîches, les pneus tendres se dégradent très rapidement : Sebastian Vettel et Lewis Hamilton s’en plaignent auprès de leurs stands après avoir bouclé quelques tours jusqu'à neuf secondes plus lents avec leurs pneus usés. Valtteri Bottas, bloqué au stand en début de séance à cause d'un problème sur son moteur profite de la dernière demi-heure pour enchaîner les tours quand la plupart des pilotes repassent en pneus durs,,.
Rosberg reprend le commandement en 1 min 35 s 819 mais son temps est finalement battu par Felipe Massa en 1 min 35 s 340 qui devance Räikkönen, Fernando Alonso, Rosberg et Webber alors que Chilton, reparti en toute fin de session après son ennui mécanique, est à nouveau contraint de stopper sa monoplace à cause d'une fuite d'huile,,.

### Troisième séance, le samedi de 11 h à 12 h
| Pos. | Pilote           | Voiture              | Chrono         | Écart     |
| ---- | ---------------- | -------------------- | -------------- | --------- |
| 1    | Fernando Alonso  | Ferrari              | 1 min 35 s 391 |           |
| 2    | Felipe Massa     | Ferrari              | 1 min 36 s 013 | + 0 s 622 |
| 3    | Lewis Hamilton   | Mercedes             | 1 min 36 s 065 | + 0 s 674 |
| 4    | Sebastian Vettel | Red Bull-Renault     | 1 min 36 s 286 | + 0 s 895 |
| 5    | Mark Webber      | Red Bull-Renault     | 1 min 36 s 420 | + 1 s 029 |
| 6    | Adrian Sutil     | Force India-Mercedes | 1 min 36 s 549 | + 1 s 158 |

La température ambiante est de 25 °C et la piste est à 33 °C au départ de la dernière séance d'essais libres. Si les pilotes s'élancent très vite en piste pour boucler un tour d'installation, il faut attendre près de vingt minutes pour que Sergio Pérez fixe le temps de référence en 1 min 38 s 769,,.
Romain Grosjean améliore en 1 min 38 s 717 mais son coéquipier Kimi Räikkönen fait encore mieux en 1 min 38 s 323. Les pilotes Mercedes Grand Prix prennent alors les rênes de la séance : Nico Rosberg tourne en 1 min 37 s 699 et Lewis Hamilton en 1 min 37 s 042 puis 1 min 36 s 961,,.
Alors qu'il reste moins de vingt minutes dans la séance, certains pilotes remontent en piste avec leurs pneus tendres qui se dégradent encore plus vite qu'en Malaisie : il est impossible de faire plus de deux tours sans rencontrer de dégradation des gommes. Nico Rosberg, un des premiers en piste en pneus tendres, rejoint aussitôt son stand à cause d'un problème d'amortisseurs alors que son coéquipier améliore son temps en 1 min 36 s 065,,. 
Les pilotes Ferrari exploitent alors au maximum leur monoplace et Felipe Massa prend la tête en 1 min 36 s 013. Peu après, son coéquipier Fernando Alonso établit le meilleur temps de la session en 1 min 35 s 391,,.

## Séance de qualification

### Résultats des qualifications

#### Session Q1
La séance débute sous un ciel bleu, la température ambiante est de 28 °C et la piste est à 40 °C. La dégradation des pneumatiques est telle sur ce circuit qu'après huit minutes, aucun pilote n'a encore pris la piste ; Mark Webber et Sebastian Vettel ne sont même pas encore entrés dans leur cockpit. Une seule tentative en pneus tendres sera certainement obligatoire pour passer en seconde phase de qualification, tous les pilotes souhaitant garder des trains de pneus durs neufs pour la course,,. 
Jules Bianchi, en pneus tendres, comme le reste des pilotes sauf les deux Scuderia Toro Rosso en durs, fixe le temps de référence en 1 min 39 s 025. Nico Rosberg prend ensuite la tête en 1 min 35 s 99 avant de s'effacer derrière son coéquipier Lewis Hamilton qui réalise le meilleur temps en 1 min 35 s 793. Les deux Force India suivent un temps avant d'être délogée par Fernando Alonso, Vettel et les deux Mclaren de Jenson Button et Sergio Pérez. Adrian Sutil, quinzième, se qualifie de justesse et signale avoir été gêné par Kimi Räikkönen,,. 
Les six pilotes éliminés sont Charles Pic et son coéquipier Giedo van der Garde, Max Chilton et son coéquipier Jules Bianchi, Esteban Gutiérrez et Valtteri Bottas,,.

#### Session Q2
Sebastian Vettel, premier pilote en piste, toujours en pneus tendres comme ses rivaux, réalise le premier tour chronométré en 1 min 36 s 260. Fernando Alonso améliore en 1 min 36 s 186 mais Nico Rosberg tourne ensuite en 1 min 35 s 537, temps battu par son coéquipier Lewis Hamilton en 1 min 35 s 078. La mainmise des Mercedes sur le haut du classement et le bon temps réalisé par Kimi Räikkönen forcent tous les pilotes à reprendre la piste avec des pneus tendres neufs,,.
Romain Grosjean attend le dernier moment pour prendre la piste et obtient sa place en Q3, de même que Daniel Ricciardo mais personne ne réussit à battre le temps d'Hamilton,,.
Mark Webber, en panne d'essence range sa monoplace à l'épingle à six minutes de la fin de la session et est donc pénalisé : il partira depuis la dernière place lors de l'épreuve du lendemain. Les six pilotes éliminés sont Jean-Éric Vergne, Pastor Maldonado, Mark Webber, Adrian Sutil, Sergio Pérez et Paul di Resta,,.

#### Session Q3
Sebastian Vettel est à nouveau le premier en piste mais il ne termine pas son tour et rentre directement au stand. Tous les pilotes décident de s'élancer pour une seule tentative chronométrée dans les derniers instants de la session,,,
Vettel et Jenson Button reprennent la piste en pneus durs, choisissant ainsi de prendre le départ avec ces pneus le lendemain. Kimi Räikkönen réalise le premier tour chronométré en 1 min 34 s 761 et seul Lewis Hamilton améliore en 1 min 34 s 484,,.
Hamilton obtient donc sa vingt-septième pole position. Vettel décide de ne pas reprendre la piste et Nico Hülkenberg n'effectue pas le moindre tour chronométré : classés respectivement neuvième et dixième, ils pourront choisir leur spécification de pneumatique au moment du départ de la course,,.

### Grille de départ du Grand Prix
| Pos.                                                                                      | Pilote              | Écurie               | Qualifications 1 | Qualifications 2 | Qualifications 3 |
| ----------------------------------------------------------------------------------------- | ------------------- | -------------------- | ---------------- | ---------------- | ---------------- |
| 1                                                                                         | Lewis Hamilton      | Mercedes             | 1 min 35 s 793   | 1 min 35 s 078   | 1 min 34 s 484   |
| 2                                                                                         | Kimi Räikkönen      | Lotus-Renault        | 1 min 37 s 046   | 1 min 35 s 659   | 1 min 34 s 761   |
| 3                                                                                         | Fernando Alonso     | Ferrari              | 1 min 36 s 253   | 1 min 35 s 148   | 1 min 34 s 788   |
| 4                                                                                         | Nico Rosberg        | Mercedes             | 1 min 35 s 959   | 1 min 35 s 537   | 1 min 34 s 861   |
| 5                                                                                         | Felipe Massa        | Ferrari              | 1 min 35 s 972   | 1 min 35 s 403   | 1 min 34 s 933   |
| 6                                                                                         | Romain Grosjean     | Lotus-Renault        | 1 min 36 s 929   | 1 min 36 s 065   | 1 min 35 s 364   |
| 7                                                                                         | Daniel Ricciardo    | Toro Rosso-Ferrari   | 1 min 36 s 993   | 1 min 36 s 258   | 1 min 35 s 998   |
| 8                                                                                         | Jenson Button       | McLaren-Mercedes     | 1 min 36 s 667   | 1 min 35 s 784   | 2 min 05 s 673   |
| 9                                                                                         | Sebastian Vettel    | Red Bull-Renault     | 1 min 36 s 537   | 1 min 35 s 343   | Pas de temps     |
| 10                                                                                        | Nico Hülkenberg     | Sauber-Ferrari       | 1 min 36 s 985   | 1 min 36 s 261   | Pas de temps     |
| 11                                                                                        | Paul di Resta       | Force India-Mercedes | 1 min 37 s 478   | 1 min 36 s 287   |                  |
| 12                                                                                        | Sergio Pérez        | McLaren-Mercedes     | 1 min 36 s 952   | 1 min 36 s 314   |                  |
| 13                                                                                        | Adrian Sutil        | Force India-Mercedes | 1 min 37 s 349   | 1 min 36 s 405   |                  |
| 14                                                                                        | Mark Webber         | Red Bull-Renault     | 1 min 36 s 148   | 1 min 36 s 679   |                  |
| 15                                                                                        | Pastor Maldonado    | Williams-Renault     | 1 min 37 s 281   | 1 min 37 s 139   |                  |
| 16                                                                                        | Jean-Éric Vergne    | Toro Rosso-Ferrari   | 1 min 37 s 508   | 1 min 37 s 199   |                  |
| 17                                                                                        | Valtteri Bottas     | Williams-Renault     | 1 min 37 s 769   |                  |                  |
| 18                                                                                        | Esteban Gutiérrez   | Sauber-Ferrari       | 1 min 37 s 990   |                  |                  |
| 19                                                                                        | Jules Bianchi       | Marussia-Cosworth    | 1 min 38 s 780   |                  |                  |
| 20                                                                                        | Max Chilton         | Marussia-Cosworth    | 1 min 39 s 537   |                  |                  |
| 21                                                                                        | Charles Pic         | Caterham-Renault     | 1 min 39 s 614   |                  |                  |
| 22                                                                                        | Giedo van der Garde | Caterham-Renault     | 1 min 39 s 660   |                  |                  |
| Temps minimal à réaliser pour la qualification : 1 min 42 s 498 (107 % de 1 min 35 s 793) |                     |                      |                  |                  |                  |

- Immobilisé dans une échappatoire durant la deuxième phase des qualifications à cause d'une panne d'essence, Mark Webber est exclu des qualifications par les commissaires de course de la FIA. En effet, la quantité minimale d'essence n’a pas pu être prélevée, ce qui  entraîne cette sanction en vertu du règlement revu au terme de la saison 2011, le cas de force majeure ne pouvant plus être invoqué (le règlement précise que si un pilote ne rentre pas aux stands de lui-même durant les qualifications, la quantité prélevée est d'un litre auquel on ajoute la quantité qui nécessaire pour rallier les stands). Webber quatorzième des qualifications partira depuis la dernière position de la grille. La même mésaventure est arrivée à Sebastian Vettel Red Bull la saison dernière à Abou Dabi[21],[22],[23].

## Course

### Déroulement de l'épreuve

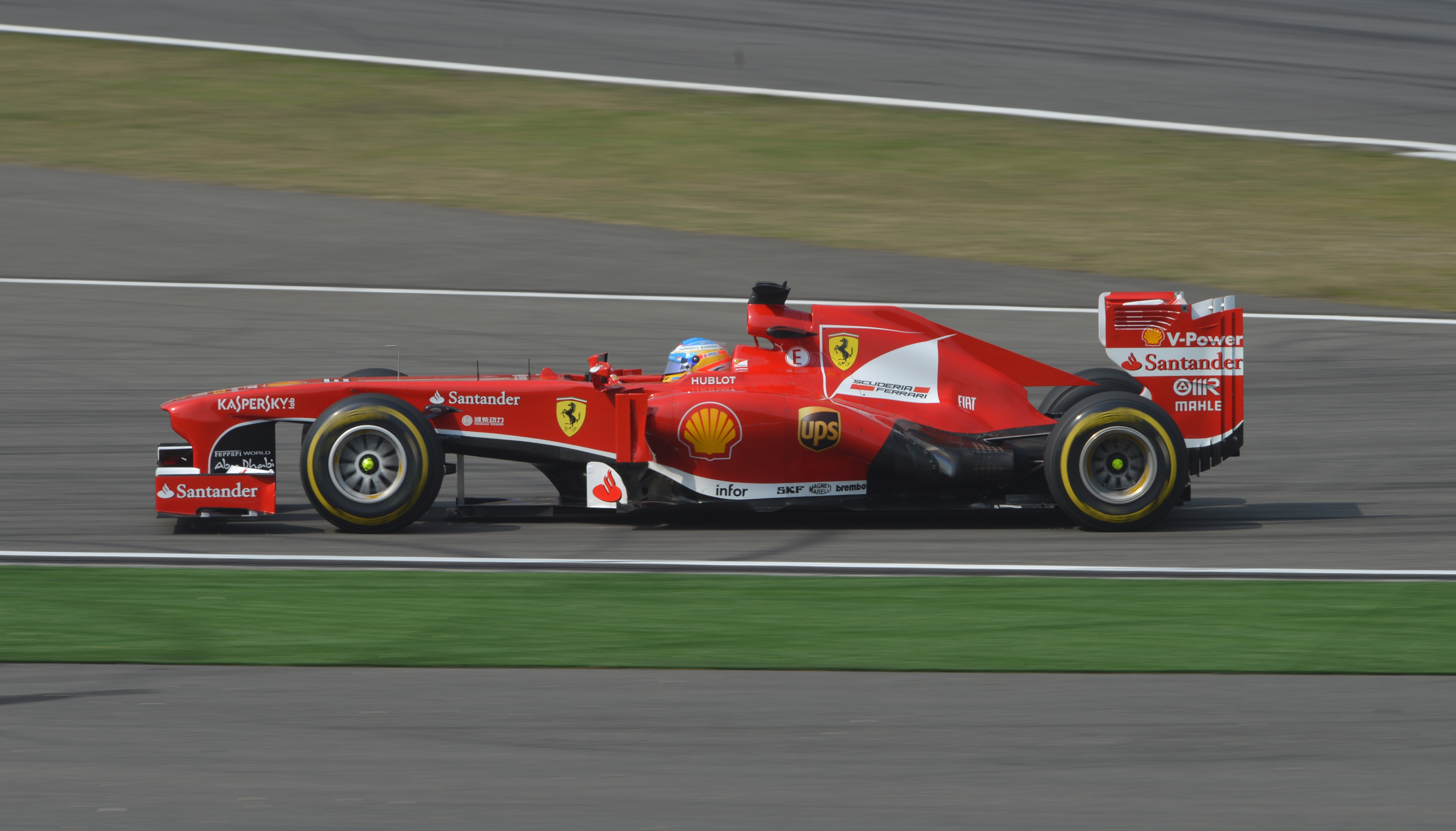
Fernando Alonso remporte le Grand Prix de Chine 2013.

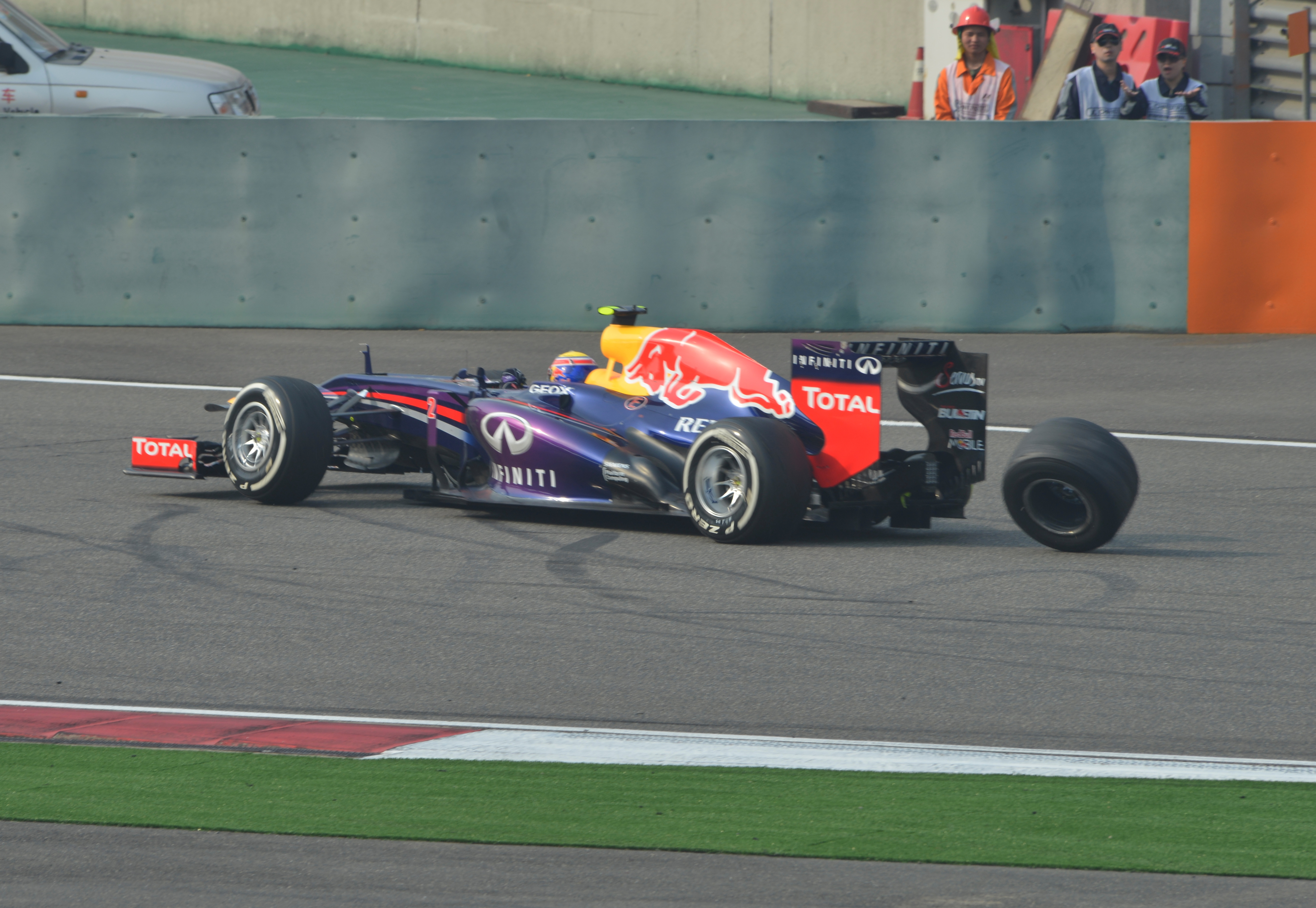
Mark Webber vient de perdre sa roue arrière-droite lors du Grand Prix de Chine 2013.

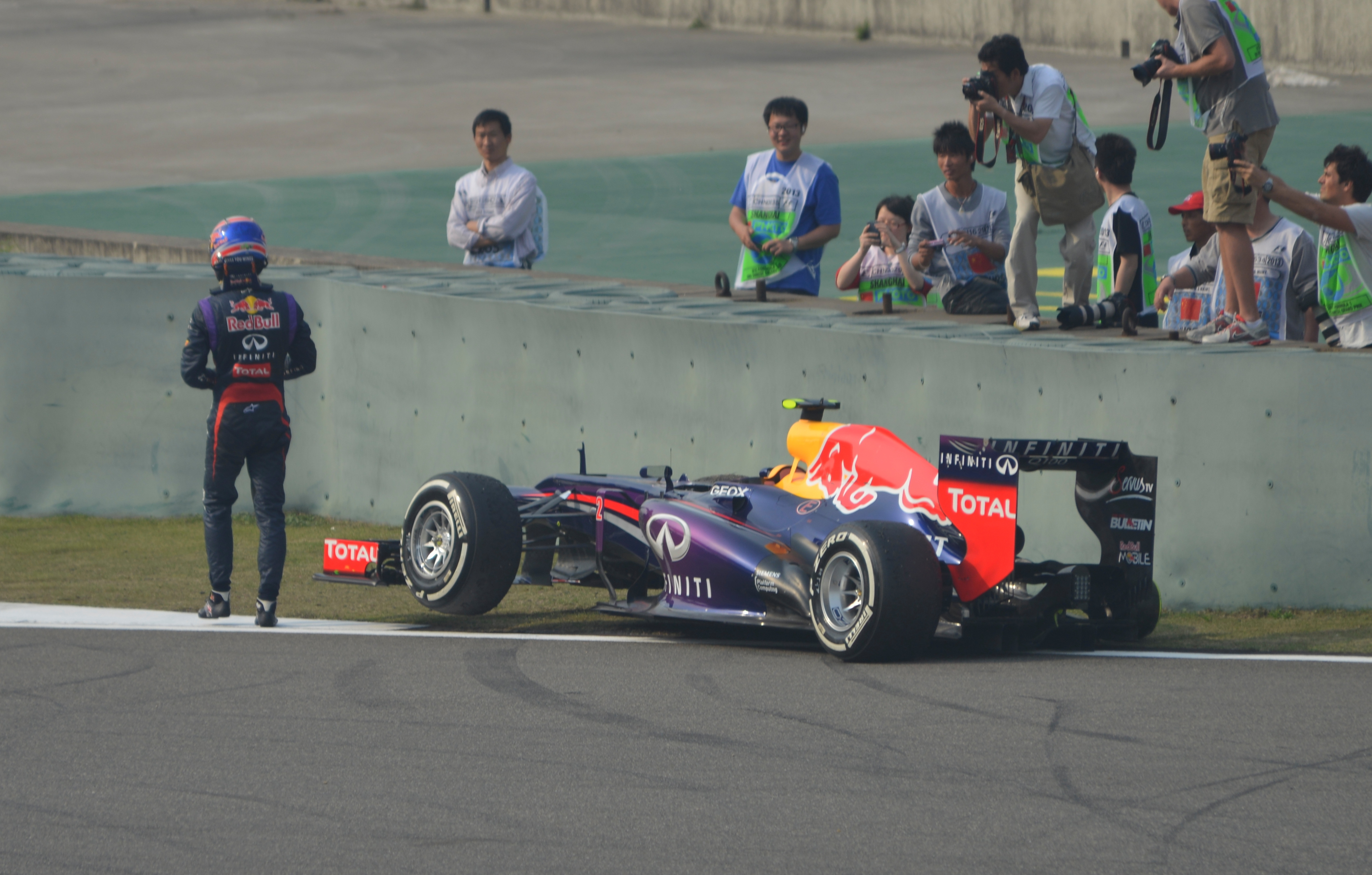
Mark Webber quitte sa monoplace après la perte d'une roue lors du Grand Prix de Chine 2013.

La température est de 26 °C dans l'air au départ du Grand Prix où vingt-et-un pilotes se présentent sur la grille de départ, Mark Webber, pénalisé en qualifications, décidant de s'élancer de la voie des stands. Les dix premiers pilotes de la grille sont tous chaussés en pneus tendres sauf Jenson Button, Sebastian Vettel et Nico Hülkenberg qui avaient choisi la veille de ne pas tourner en Q3 pour pouvoir choisir leurs pneumatiques au départ. À l'extinction des feux, Lewis Hamilton, en pole position, s'engouffre en tête dans le premier virage devant Fernando Alonso et Felipe Massa, Kimi Räikkönen ratant son envol. Plus loin dans le peloton, les deux Force India de Paul di Resta et Adrian Sutil s'accrochent mais poursuivent leur course. Au premier passage, Hamilton précède Alonso, Massa, Räikkönen, Nico Rosberg, Romain Grosjean, Daniel Ricciardo, Button, Vettel, Hülkenberg, Sutil, Esteban Gutiérrez, Sergio Pérez, di Resta et Pastor Maldonado. Webber rentre pour changer ses pneus dès la fin du premier tour,,.
Ricciardo change ses pneus au quatrième tour quand les deux Ferrari doublent coup sur coup Lewis Hamilton. Celui-ci et Rosberg changent leurs pneus tendres au cinquième tour. Sutil est alors percuté à l'arrière par Gutiérrez qui rate son freinage : les deux pilotes doivent abandonner. Alonso, désormais en tête, rentre au tour suivant, imité par Räikkönen, Jules Bianchi et Giedo Van der Garde ; Massa, Grosjean, Maldonado et Max Chilton rentrent au septième tour. Au huitième passage, Hülkenberg est en tête devant Vettel, Button, Pérez, di Resta, Vergne, Alonso, Hamilton, Bottas, Räikkönen, Webber, Massa, Rosberg, Ricciardo et Grosjean. Les cinq premiers, en pneus durs depuis le départ, n'ont pas été obligés de passer par leur stand,,.
Hülkenberg, Vettel et di Resta rentrent au quatorzième tour lorsque Mark Webber accroche Jean-Éric Vergne : s'ils rentrent tous les deux pour réparer les dégâts, Webber abandonne quelques instants plus tard à cause de la perte d'une roue mal fixée par ses mécaniciens. Peu après, Räikkönen percute Pérez et endommage le museau de sa monoplace. Massa et Rosberg changent leurs pneus au dix-neuvième tour tandis que Fernando Alonso dépasse Jenson Button pour prendre la tête de l'épreuve,,.
Hamilton et Räikkönen rentrent au vingt-et-unième tour quand Rosberg abandonne sur problème de suspension. Alonso, Button, Grosjean, Ricciardo et Maldonado rentrent au vingt-troisième tour et Pérez au suivant. Au vingt-septième passage, Vettel mène la course devant Alonso, Hülkenberg, Button, Hamilton, Räikkönen, di Resta, Massa, Grosjean et Pérez. Fernando Alonso est le pilote le plus rapide en piste alors que Vettel, en difficulté avec des gommes très dégradées, reçoit la consigne de ne pas chercher à résister à une attaque de l'Espagnol,,.
Au vingt-huitième tour, Alonso dépasse Vettel et reprend la tête de la course. Hülkenberg rentre pour passer des gommes tendres au trentième tour, Vettel rentre au tour suivant pour chausser de nouveaux pneus durs et devra donc s'arrêter une fois pour passer des gommes tendres. Di Resta s'arrête au trente-deuxième tour, Räikkönen et son compatriote Valtteri Bottas au trente-quatrième, Hülkenberg et Massa au trente-sixième, Hamilton, Grosjean et Vergne au suivant. Au quarantième passage, Alonso mène devant Vettel, Button, Räikkönen, Hamilton, di Resta, Massa, Hülkenberg, Pérez et Ricciardo. Alonso rentre pour la dernière fois au tour suivant et se dirige vers sa première victoire de la saison. La deuxième place se joue entre Räikkönen (alors quatrième) et Hamilton (cinquième) car ils ne doivent plus rentrer alors que Vettel (alors second) et Button (actuel quatrième) doivent encore chausser leurs pneus avant la fin de la course,,.
Button effectue son dernier changement de pneus au quarante-neuvième tour et Vettel au cinquante-et-unième ; di Resta, alors cinquième, effectue son dernier changement de pneus au cinquante-troisième tour. Fernando Alonso remporte la victoire devant Räikkönen et Lewis Hamilton ; suivent Vettel, Button, Massa, Ricciardo, di Resta, Grosjean et Hülkenberg. Les cinq premiers de la course sont les cinq champions du monde engagés cette saison,,.

### Classement de la course
| Pos. | no | Pilote              | Écurie               | Tours | Temps/Abandon                      | Grille | Points |
| ---- | -- | ------------------- | -------------------- | ----- | ---------------------------------- | ------ | ------ |
| 1    | 3  | Fernando Alonso     | Ferrari              | 56    | 1 h 36 min 26 s 945 (189,778 km/h) | 3      | 25     |
| 2    | 7  | Kimi Räikkönen      | Lotus-Renault        | 56    | + 10 s 168                         | 2      | 18     |
| 3    | 10 | Lewis Hamilton      | Mercedes             | 56    | + 12 s 322                         | 1      | 15     |
| 4    | 1  | Sebastian Vettel    | Red Bull-Renault     | 56    | + 12 s 525                         | 9      | 12     |
| 5    | 5  | Jenson Button       | McLaren-Mercedes     | 56    | + 35 s 285                         | 8      | 10     |
| 6    | 4  | Felipe Massa        | Ferrari              | 56    | + 40 s 827                         | 5      | 8      |
| 7    | 19 | Daniel Ricciardo    | Toro Rosso-Ferrari   | 56    | + 42 s 691                         | 7      | 6      |
| 8    | 14 | Paul di Resta       | Force India-Mercedes | 56    | + 51 s 084                         | 11     | 4      |
| 9    | 8  | Romain Grosjean     | Lotus-Renault        | 56    | + 53 s 423                         | 6      | 2      |
| 10   | 11 | Nico Hülkenberg     | Sauber-Ferrari       | 56    | + 56 s 598                         | 10     | 1      |
| 11   | 6  | Sergio Pérez        | McLaren-Mercedes     | 56    | + 1 min 03 s 860                   | 12     |        |
| 12   | 18 | Jean-Éric Vergne    | Toro Rosso-Ferrari   | 56    | + 1 min 12 s 604                   | 15     |        |
| 13   | 17 | Valtteri Bottas     | Williams-Renault     | 56    | + 1 min 33 s 861                   | 16     |        |
| 14   | 16 | Pastor Maldonado    | Williams-Renault     | 56    | + 1 min 35 s 453                   | 14     |        |
| 15   | 22 | Jules Bianchi       | Marussia-Cosworth    | 55    | + 1 tour                           | 18     |        |
| 16   | 20 | Charles Pic         | Caterham-Renault     | 55    | + 1 tour                           | 20     |        |
| 17   | 23 | Max Chilton         | Marussia-Cosworth    | 55    | + 1 tour                           | 19     |        |
| 18   | 21 | Giedo van der Garde | Caterham-Renault     | 55    | + 1 tour                           | 21     |        |
| Abd. | 9  | Nico Rosberg        | Mercedes             | 23    | Suspension                         | 4      |        |
| Abd. | 2  | Mark Webber         | Red Bull-Renault     | 16    | Perte d'une roue                   | 22     |        |
| Abd. | 15 | Adrian Sutil        | Force India-Mercedes | 5     | Accrochage avec Esteban Gutiérrez  | 13     |        |
| Abd. | 12 | Esteban Gutiérrez   | Sauber-Ferrari       | 5     | Accrochage avec Adrian Sutil       | 17     |        |

### Pole position et record du tour
Lewis Hamilton réalise sa première pole position de la saison, la première avec Mercedes et sa troisième sur le circuit de Shanghai. À l'attaque dans les derniers tours, Sebastian Vettel obtient son premier meilleur tour en course de la saison, le premier en Chine et le seizième de sa carrière.
- Pole position :  Lewis Hamilton (Mercedes Grand Prix) en 1 min 34 s 484 (207,692 km/h)[28].
- Meilleur tour en course :  Sebastian Vettel (Red Bull-Renault) en 1 min 36 s 808 (202,706 km/h) au cinquante-troisième tour[29].

### Tours en tête
Lewis Hamilton profite de sa pole position pour sortir en tête du premier virage mais reste sous la menace de Fernando Alonso et Felipe Massa qui pointent à moins d'une seconde. Au cinquième tour, les deux pilotes Ferrari dépassent le Britannique grâce au DRS mais les trois hommes rentrent au stand et laissent la tête à Nico Hülkenberg. À la faveur d'une stratégie décalée, Jenson Button puis Sebastian Vettel prennent un temps la première place mais c'est finalement Alonso qui mène toute la deuxième moitié du Grand Prix et qui est le premier au drapeau à damier.
- Lewis Hamilton : 4 tours (1-4)[30].
- Fernando Alonso : 31 tours (5 / 21-23 / 29-41 / 43-56)
- Felipe Massa : 1 tour (6)
- Nico Hülkenberg : 8 tours (7-14)
- Jenson Button : 6 tour (15-20)
- Sebastian Vettel : 6 tours (24-28 / 42)

## Classements généraux à l'issue de la course
| Pos. | Pilote           | Écurie               | Points |
| ---- | ---------------- | -------------------- | ------ |
| 1    | Sebastian Vettel | Red Bull-Renault     | 52     |
| 2    | Kimi Räikkönen   | Lotus-Renault        | 49     |
| 3    | Fernando Alonso  | Ferrari              | 43     |
| 4    | Lewis Hamilton   | Mercedes             | 40     |
| 5    | Felipe Massa     | Ferrari              | 30     |
| 6    | Mark Webber      | Red Bull-Renault     | 26     |
| 7    | Nico Rosberg     | Mercedes             | 12     |
| 8    | Jenson Button    | McLaren-Mercedes     | 12     |
| 9    | Romain Grosjean  | Lotus-Renault        | 11     |
| 10   | Paul di Resta    | Force India-Mercedes | 8      |
| 11   | Daniel Ricciardo | Toro Rosso-Ferrari   | 6      |
| 12   | Adrian Sutil     | Force India-Mercedes | 6      |
| 13   | Nico Hülkenberg  | Sauber-Ferrari       | 5      |
| 14   | Sergio Pérez     | McLaren-Mercedes     | 2      |
| 15   | Jean-Éric Vergne | Toro Rosso-Ferrari   | 1      |

| Pos. | Écurie               | Points |
| ---- | -------------------- | ------ |
| 1    | Red Bull-Renault     | 78     |
| 2    | Ferrari              | 73     |
| 3    | Lotus-Renault        | 60     |
| 4    | Mercedes             | 52     |
| 5    | McLaren-Mercedes     | 14     |
| 6    | Force India-Mercedes | 14     |
| 7    | Toro Rosso-Ferrari   | 7      |
| 8    | Sauber-Ferrari       | 5      |

## Statistiques
Le Grand Prix de Chine 2013 représente :
- la 27e pole position de sa carrière pour Lewis Hamilton[33] ;
- la 31e victoire de sa carrière pour Fernando Alonso[34] ;
- la 220e victoire pour Ferrari en tant que constructeur[35] ;
- la 221e victoire pour Ferrari en tant que motoriste[36].

Au cours de ce Grand Prix :
- Fernando Alonso prend son 200e départ en championnat du monde de Formule 1[37].
- Mark Blundell (61 Grands Prix disputés entre 1991 et 1995, trois podiums et 32 points inscrits, vainqueur des 24 Heures du Mans 1992 sur Peugeot 905) est nommé assistant des commissaires de course pour ce Grand Prix.